# リバーロキサバン
リバーロキサバン（Rivaroxaban）は経口抗凝固薬の一つである。最初に開発された直接第Xa因子阻害薬である。商品名イグザレルトXarelto。消化管からの吸収率が高く、投与4時間後に第Xa因子の阻害効果が最大となり、効果は8〜12時間持続する。しかし第Xa活性は24時間以内では回復しないので、1日1回投与で用いられる。開発コードBAY 59-7939。

## 効能・効果
2008年9月、カナダ保健省が股関節全置換術または膝関節全置換術を予定されている患者に対する静脈血栓塞栓症（VTE）の予防についてリバーロキサバンの使用を承認した。
2008年9月、欧州委員会が成人の股関節置換術・膝関節置換術予定患者に対する静脈血栓塞栓症の予防について承認した。
2011年7月、FDAが成人の股関節置換術・膝関節置換術予定患者に対する肺塞栓症（PE）の基となる深部静脈血栓症（DVT）の予防について承認した。2011年11月には、FDAが非弁性心房細動患者での脳梗塞予防について追加承認した。
2012年1月、厚生労働省が「非弁膜症性心房細動患者における虚血性脳卒中および全身性塞栓症の発症抑制」について承認した。
2015年9月、厚生労働省が「深部静脈血栓症および肺血栓塞栓症の治療および再発抑制」について追加承認した。

## 禁忌
リバーロキサバンは下記の患者には禁忌である。
- 製剤成分に過敏症の既往歴のある患者
- 出血している患者
- 凝固障害を伴う肝疾患のある患者
- 中等度以上の肝障害（Child-Pugh分類BまたはCに相当）のある患者
- 妊婦または妊娠している可能性のある女性
- HIVプロテアーゼ阻害剤（リトナビル、アタザナビル、インジナビル等）を投与中の患者
- コビシスタット含有製剤を投与中の患者
- アゾール系抗真菌剤（フルコナゾールを除く。イトラコナゾール、ボリコナゾール、ケトコナゾール等）を投与中の患者
- 急性細菌性心内膜炎のある患者
- 腎不全（クレアチニンクリアランス15mL/min未満または30mL/min未満）の患者

## 副作用
重大な副作用として添付文書に記載されているものは、出血（頭蓋内出血（0.09%）、脳出血（0.08%）、出血性卒中（0.07%）、眼出血（0.25%）、網膜出血（0.08%）、直腸出血（1.31%）、胃腸出血（0.78%）、メレナ（0.54%）、上部消化管出血（0.38%）、下部消化管出血（0.23%）、出血性胃潰瘍（0.14%）、関節内出血（0.17%）、コンパートメント症候群を伴う筋肉内出血（0.01%）等）、肝機能障害（ALT（GPT）上昇、AST（GOT）上昇を伴う肝機能障害（0.1〜1%未満））、黄疸、間質性肺疾患、血小板減少である。（頻度未記載は頻度不明頻度不明）
下記の様にクレアチニンクリアランスが低い患者（15〜49mL/min）では投与量を減じることが規定されているが、2016年3月に発表された前向き観察研究（XaPASS）の中間解析では、投与量を減じても重大な出血が多く（15mg群：1.1%/人年 vs.10mg群：1.6%/人年）、虚血性脳卒中も多い（15mg群：0.7%/人年 vs.10mg群：1.3%/人年）事が示された。

## 作用機序
リバーロキサバンは血中の遊離第Xa因子およびプロトロンビナーゼ複合体に結合した第Xa因子を共に阻害するよう最適化されたオキサゾリジノン誘導体である。直接第Xa因子阻害選択性が高く、生物学的利用能も高いので、速やかに効果が発現する。第Xa因子の阻害は凝固系の内因性経路および外因性経路を両方阻害して、トロンビン生成および血栓形成を共に抑制する。リバーロキサバンはトロンビン（活性化第II因子）を阻害せず、また血小板に対して作用しないことが示されている。
リバーロキサバンは幅広い患者（年齢、性別、体重、人種）について薬物動態を予測し易く、5〜40mgの範囲で用量反応関係が平坦である。臨床試験の結果、血中濃度のモニタリングや投与量の調整が不要であることが明らかとなったとされるが、クレアチニンクリアランス（CCr）が50mL/min未満の患者では減量（15mg→10mg）が必要である。さらにCCrが30mL/min未満の患者に用いると血中濃度が上昇することが示唆されている。また臨床試験では肝障害や末期の肝疾患を有する患者が除外されているので、これらの患者に対する安全性は明らかではない。

## 臨床開発
4つの臨床試験（股関節置換術を対象としたRECORD1および2試験ならびに膝関節置換術を対象としたRECORD3および4）で合計12,000名以上の患者が登録され、股関節全置換術または膝関節全置換術を予定している成人での静脈血栓塞栓症（VTE）予防効果について、40mg/日のエノキサパリン（低分子ヘパリン（LMWH））皮下注射と比較した場合の効果の経口リバーロキサバンの非劣性（および優越性の可能性）が示された。しかし、出血リスクはリバーロキサバン10mg/日の方がエノキサパリン40mg/日よりも大きく、リバーロキサバンに割り当てられた患者（6,000名以上）の内1名が、肝障害で死亡した。RECORD4試験ではリバーロキサバンの方が膝関節置換術後の血栓形成を有意に抑制していた。
加えて、リバーロキサバンでは非弁性心房細動（Afまたはafib）患者での脳梗塞予防（ROCKET-AF試験）、入院患者でのVTE予防効果（MAGELLAN試験）、二次性VTEの治療および予防（EINSTEIN試験）、急性冠症候群（ACS）患者での二次性心血管イベント予防効果（(ATLAS ACS TIMI 51）のそれぞれについて第II相臨床試験が実施され、8,000名を超える患者が登録された。試験の結果、急性疾患で入院した患者へのリバーロキサバン1日1回×35日間の投与は標準治療であるエノキサパリン10日間皮下注射よりも静脈血栓症のリスクを低減したが、出血の発現頻度はリバーロキサバンの方が有意に高かった。
2010年12月に発表された試験の結果に拠ると、リバーロキサバンは単剤で短期および継続的静脈血栓症治療に用いることができ、抗凝固薬としてのリスク対効果プロファイルが優れているとの事である。同試験ではリバーロキサバン単剤群（15mg×2回/日を3週間継続後、20mg/日を継続投与）とエノキサパリン投与後ビタミンK阻害薬（ワルファリンまたはアセノクマロール）に切り替えた群について、3、6、12ヶ月時点での急性症候性深部静脈血栓症の発現率が比較された。それに続いて、静脈血栓塞栓症の治療を実施した患者についてその6〜12ヶ月後からさらに6〜12ヶ月間無作為化二重盲検試験が追加され、リバーロキサバン単剤（20mg×1回/日）と偽薬が比較された。
リバーロキサバンは主要観察項目で非劣性（リバーロキサバン群：36イベント[2.1%] 対 エノキサパリン-ビタミンK阻害剤群：51イベント[3.0%]、ハザード比：0.68、95%信頼区間：0.44〜1.04、P<0.001）であった。安全性の主要評価項目の発現率は何方の群も8.1%であった。その後の二重盲検試験にはリバーロキサバン群602名、偽薬群594名の患者が登録され、リバーロキサバンの有効性（リバーロキサバン群：8イベント[1.3%] 対 偽薬群：42イベント[7.1%]、ハザード比：0.18、95%信頼区間：0.09〜0.39、P<0.001）が確認された。リバーロキサバン群で非致死的な大出血が4例（0.7%）発生したのに対し、偽薬群では大出血は発生しなかった（P=0.11）。

## 化学的特徴等

リネゾリド（上）とリバーロキサバン（下）の構造式。共通部分を青で示す。

リバーロキサバンの化学構造はリネゾリドに類似しており、同じオキサゾリジノン骨格を持つ。当初リバーロキサバンはオキサゾリジノン系合成抗菌剤またはミトコンドリア毒性を持つ化合物として研究されていたが、リバーロキサバンおよびその代謝物はグラム陽性菌に対する効果を持たず、またミトコンドリア毒性もin vitro では小さい事が判明した。

## 関連薬
多くの抗凝固薬が第Xa因子を阻害する。非分画ヘパリン（UFH）、低分子ヘパリン（LMWH）、フォンダパリヌクスはアンチトロンビンIII（AT III）を介して間接的に第Xa因子を阻害する。これらの薬剤はいずれも注射剤である。ワルファリン、フェンプロクモン、アセノクマロールはいずれも経口ビタミンK阻害薬（VKA）であり、肝臓での多くの凝固因子（第X因子を含む）合成を妨げる。2010年代になって、多くの第Xa阻害薬が開発されて来ている。リバーロキサバンのほか、アピキサバン（日本承認：2012年）、ベトリキサバン（開発中）、LY517717（開発中）、ダレキサバン（YM150）（開発中）、エドキサバン（DU-176b）（日本承認：2011年）である。